# Агуаскальєнтес (місто)
 Агуаскальєнтес (ісп. Aguascalientes) — столиця штату Агуаскальєнтес на заході центральної Мексики. Назва походить з іспанського «aguas calientes», що значить «гарячі води». Місто отримало свою назву через велику кількість гарячих джерел.

## Історія
Місто було заснований 22 жовтня 1575 року Гуаном-де-Монторо Родрігесом. Місто було створено як пост, що надавав відпочинок подорожнім між містами Сакатекас та Мехіко.
В даний час, на початку XXI століття, Агуаскальєнтес складається зі старого міста, багатого будовами колоніального періоду, та периферії, де швидкісні автомагістралі розділяють промислові зони. Індекс імміграції в цей штат значно вище, ніж в сусідні, що пов'язано з більш високим рівнем життя. Агуаскальєнтес тринадцятий за величиною серед міських агломерацій Мексики. Тут розташовані підприємства Nissan, Texas Instruments, Sensata, Флекстронікс та FANUC Robotics.

## Клімат
У класифікації кліматів Кеппена Агуаскальєнтеса належить до напівпосушливого клімату (Köppen BSh). Більша частина опадів зосереджена з червня по вересень.
| Клімат Aguascalientes (1951–2010)                                                     | Клімат Aguascalientes (1951–2010) | Клімат Aguascalientes (1951–2010) | Клімат Aguascalientes (1951–2010) | Клімат Aguascalientes (1951–2010) | Клімат Aguascalientes (1951–2010) | Клімат Aguascalientes (1951–2010) | Клімат Aguascalientes (1951–2010) | Клімат Aguascalientes (1951–2010) | Клімат Aguascalientes (1951–2010) | Клімат Aguascalientes (1951–2010) | Клімат Aguascalientes (1951–2010) | Клімат Aguascalientes (1951–2010) | Клімат Aguascalientes (1951–2010) |
| Показник                                                                              | Січ.                              | Лют.                              | Бер.                              | Квіт.                             | Трав.                             | Черв.                             | Лип.                              | Серп.                             | Вер.                              | Жовт.                             | Лист.                             | Груд.                             | Рік                               |
| Абсолютний максимум, °C                                                               | 29,5                              | 32,0                              | 34,0                              | 36,5                              | 39,5                              | 40,0                              | 36,0                              | 34,0                              | 36,0                              | 32,0                              | 31,0                              | 29,5                              |                                   |
| Середній максимум, °C                                                                 | 22,3                              | 24,0                              | 26,5                              | 29,0                              | 30,7                              | 29,5                              | 27,3                              | 27,2                              | 26,3                              | 25,7                              | 24,6                              | 22,5                              | 26,3                              |
| Середня температура, °C                                                               | 13,4                              | 15,0                              | 17,5                              | 20,3                              | 22,4                              | 22,5                              | 20,9                              | 20,8                              | 20,1                              | 18,5                              | 16,0                              | 14,0                              | 18,5                              |
| Середній мінімум, °C                                                                  | 4,5                               | 5,9                               | 8,5                               | 11,5                              | 14,1                              | 15,4                              | 14,6                              | 14,5                              | 13,9                              | 11,2                              | 7,4                               | 5,4                               | 10,6                              |
| Абсолютний мінімум, °C                                                                | −6                                | −7                                | −1                                | 1,0                               | 4,5                               | 6,0                               | 6,5                               | 9,0                               | 5,0                               | 0,0                               | −5,5                              | −5                                |                                   |
| Середня кількість сонячних годин на місяць                                            | 237,6                             | 238,1                             | 257,9                             | 249,6                             | 270,4                             | 227,0                             | 223,6                             | 231,8                             | 198,9                             | 231,2                             | 245,6                             | 213,2                             |                                   |
| Днів з дощем                                                                          | 2,4                               | 1,5                               | 1,0                               | 1,6                               | 3,6                               | 9,7                               | 13,5                              | 13,2                              | 9,5                               | 4,9                               | 1,6                               | 2,2                               |                                   |
| Вологість повітря, %                                                                  | 58                                | 52                                | 47                                | 45                                | 46                                | 59                                | 66                                | 68                                | 68                                | 65                                | 60                                | 62                                | 58                                |
| ------------------------------------------------------------------------------------- | --------------------------------- | --------------------------------- | --------------------------------- | --------------------------------- | --------------------------------- | --------------------------------- | --------------------------------- | --------------------------------- | --------------------------------- | --------------------------------- | --------------------------------- | --------------------------------- | --------------------------------- |
| Джерело: Servicio Meteorologico Nacional, Colegio de Postgraduados (sun and humidity) |                                   |                                   |                                   |                                   |                                   |                                   |                                   |                                   |                                   |                                   |                                   |                                   |                                   |